# نهر جيحان

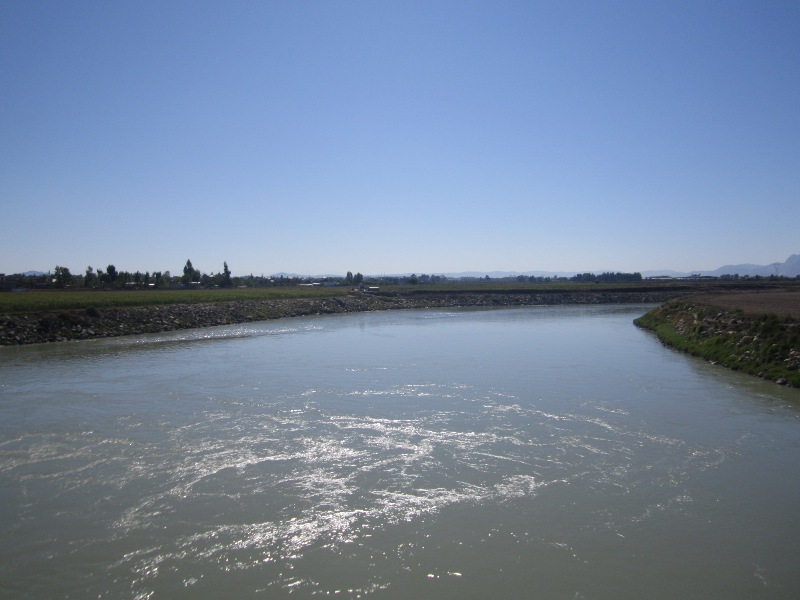
نهر جيحان

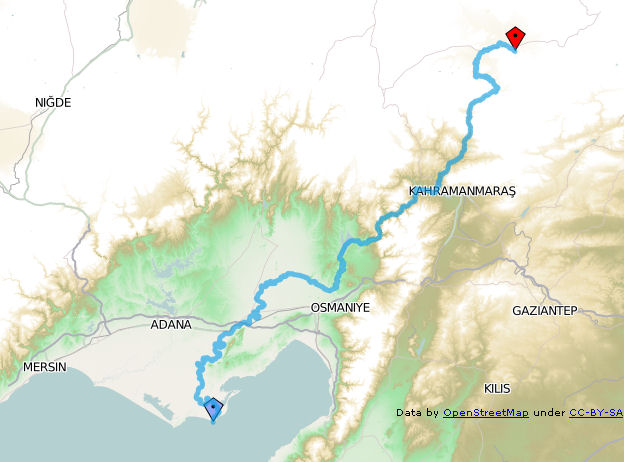
نهر جيحان من المنبع إلى البحر الأبيض المتوسط

نهر جيحان نهر متوسط التدفق ينبع ويصب في جنوب تركيا. ينبع من الأقسام الشمالية لجبال طوروس، من نبعين أساسيين أحدهما في الشرق، يؤلف نهر غوقصون، وثانيهما في الغرب، يؤلف نهر مينجي وبعد اتجاههما نحو الجنوب الغربي يلتقيان ليشكلا نهر جيحان قبيل خروجه من المنطقة الجبلية وبلوغه سهول قيليقية. وقبل مروره بمدينة آخنه آذنه، يرفده نهر ساكيت، ويستمر  بعد مروره بمدينة جيحان في اتجاهه الجنوبي الغربي ليصب في البحر المتوسط جنوب شرق مدينة أضنة وشرق قاراطاش في خليج الاسكندرونة. يبلغ طوله 1255كم.